# Boom Town
"Boom Town" (KBS 방영 제목: 〈위기의 도시〉)는 영국의 공상과학 텔레비전 드라마 《닥터 후》의 첫번째 시리즈의 열한 번째 에피소드이다. 영국에서 2005년 6월 4일 BBC One을 통해 첫방송되었다. 드라마 총괄 프로듀서 러셀 T 데이비스가 각본을 쓰고 조 애헌이 감독을 맡았다.
에피소드 내용은 시간여행자 닥터 (크리스토퍼 에클스턴)과 그의 동행자 로즈 타일러 (빌리 파이퍼)와 잭 하크니스 (존 바로우만)이 현대의 카디프로 이동하여 로즈의 남자친구 미키 스미스 (노엘 클라크)를 만나는 내용이다. 그곳에서 닥터 일행은 이전에 만났던 적, 슬리딘의 마거릿 블레인 (어넷 배들랜드)가 "Aliens of London"/"World War Three"에서 벌어졌던 사건에서 살아남아 자신의 완벽한 도피를 위해 지구를 파괴하려 한다는 사실을 밝혀낸다.
"Boom Town"은 원래 폴 애벗이 쓴 줄거리를 다루는 에피소드가 될 예정이었으나 애헌이 다른 작품에 참여하게 되면서, 이를 대체하는 줄거리의 에피소드가 되었다. 배들랜드의 연기가 맘에 들었던 데이비스는 시즌의 4-5화의 슬리딘 캐릭터를 다시 불러와 그에 초점을 맞춘 또다른 이야기를 쓰기로 결정했다. 처음에 데이비스는 닥터의 행동에 따른 결과와, 닥터에게 적을 죽일 수 있는 벌을 줄 권리가 있는지에 관한 의문을 탐구하고자 했다. "Boom Town"의 배경은 《닥터 후》가 제작되는 카디프 시를 제대로 보여주도록 의도하였으며, 촬영 작업은 2005년 2월에 이뤄졌다. "Boom Town"은 영국에서 768만 명이 시청하였으며 평론가들로부터 엇갈린 평을 받았다.

## 줄거리
닥터는 타디스를 카디프에 착륙시키고 카디프의 균열에서 나오는 에너지를 통해 엔진을 충전시킨다. 로즈는 미키에게 자기 여권을 타디스로 가져다달라고 하고, 닥터와 잭 하크니스와 함께 점심을 먹으러 간다. 식당에서 닥터는 옆자리 손님이 읽던 신문 기사를 보고 놀라는데, 슬리딘의 일원인 마거릿 블레인이 카디프의 새 시장으로 당선되었다는 내용이었다. 미키까지 합류해 넷은 마거릿을 추적하러 나서고 마침내 붙잡은 뒤, 지난번에 만난 이후 (Aliens of London) 무슨 짓을 벌이고 있었는지 추궁한다. 닥터는 블레인이 주문한 신 원자력 발전소의 실물 모형안을 관찰하다가, 발전소 자체를 일부러 결함투성이로 만들어서 멜트다운을 일으키고, 그 결과 카디프의 균열을 열어서 지구를 파괴시키려 한다는 사실을 알아낸다. 또 실물 모형 자체도 '마찰물리학적 파형 매크로운동 추진기'를 위장한 것이어서, 마거릿이 추진기를 타고 혼자 지구를 떠날 수 있도록 했다는 것도 밝혀진다. 닥터는 마거릿을 고향 행성인 락사코리코팔라파토리우스로 되돌려보내기로 결정하나, 마거릿은 자신이 거기서 사형 판결을 받았다며 돌아가면 처형될 것이라고 밝힌다. 닥터는 둘이서 같이 저녁 식사를 해달라는 마거릿의 마지막 부탁을 들어준다. 레스토랑으로 간 마거릿은 닥터를 죽이기 위한 시도를 수차례 하나 닥터가 전부 알아채고 피한다. 그러자 이번에는 다른 행성으로 데려다 달라고 애원하면서, 닥터의 동정을 이용하려 한다.
다시 타디스로 돌아와서, 잭은 추진기를 타디스에 결합시켜 엔진의 충전 속도를 늘리기 시작한다. 로즈와 미키는 바닷가에서 둘만의 시간을 보내는데, 미키가 한가지 고백을 한다. 로즈가 자리에 없다 보니 다른 여자를 사귀고 있다는 것. 그리고는 로즈에게 결국엔 자신에게 돌아올 것이라는 약속을 해달라고 간청한다. 그러나 로즈가 답하기도 전에 갑자기 천둥 소리 같은 굉음이 카디프 전역을 뒤흔든다. 곧바로 카디프에 큰 지진이 닥치는데 틈새로부터 나오는 듯 했다. 닥터, 마거릿, 로즈, 잭이 다시 타디스로 모이고, 추진기가 사실은 타디스로부터 틈새로 에너지를 전달시켜 틈새가 파열하도록 만든 미끼였음을 알게 된다. 타디스의 심장부가 조종간 문을 열고 드러나면서 마거릿이 빛에 휩싸인다. 마거릿이 그 심장부를 보고 넋을 빼앗기는 사이 잭과 닥터는 틈새를 닫고 추진기를 망가뜨린다. 조종간이 닫히자 마거린이 뒤집어쓰고 있던 인간 가죽이 흩어져 있고 대신 그자리에 슬리딘의 알이 있는 것을 발견한다. 닥터는 타디스가 마거릿이 두번째 인생의 기회를 원하고 있는걸 감지하고, 마거릿을 맨 처음 모습으로 돌려서 새 삶을 살도록 해준 것이라고 추측한다. 타디스 일행은 알을 락사코리코팔라파토리우스로 돌려보내서 다른 가족에게 자랄 수 있도록 결정한다. 로즈는 미키가 잘 가라는 말도 없이 떠난 걸 깨닫고, 밖으로 나가서 미키를 찾아보지만 이미 가버리고 없었다. 로즈는 심란한 표정으로 타디스로 돌아오고, 닥터는 미키 찾을 때까지 조금만 더 기다려 주겠다고 한다. 하지만 로즈는 이젠 미키와 끝났다며 거절한다.

### 다른 에피소드와의 연관성
시즌 1을 아우르는 주제인 '배드 울프'는 이 에피소드에서도 등장한다. 슬리딘이 지으려던 핵발전소의 이름은 '블라이드 드루그' (Blaidd Drwg)인데 웨일스어로 'Bad Wolf'와 같은 뜻이다. 여기서부터 닥터와 로즈는 배드 울프라는 의문의 단어가 곳곳에서 나타나고 있음을 확실히 각인하게 된다. 작중에서 나오는 카디프의 시간의 균열은 시즌 1에서 앞서 "The Unquiet Dead"에서 등장한 바 있으며, 나중에 "Utopia" (2007)에서 닥터가 타디스를 충전하러 다시 방문한다. 타디스가 서 있던 로얼드 달 광장은 불가사의한 땅을 개발한 곳으로 스핀오프 드라마 《토치우드》에서도 비슷하게 묘사된다. 로즈는 닥터와 함께 저스티시아에 놀러갔다고 말하는데, 뉴 시리즈 어드벤처에서 출판한 소설 〈The Monster Inside〉(스티븐 콜 작)에서 방문했던 항성계와 같은 곳이다. 블레인은 어렸을 때 독성 유충에게 잡아먹힐까봐 무서웠다고 말하는데 이 생명체는 1대 닥터 에피소드 〈The Web Planet〉 (1965)에서 등장한 바 있다.

### 서적
- Burk, Graeme; Smith?, Robert (2012년 3월 6일). 〈Series 1〉. 《Who Is the Doctor: The Unofficial Guide to Doctor Who-The New Series》 1판. ECW Press. 3–62쪽. ISBN 1550229842.